# Pagtens Ark
Pagtens Ark er i Bibelen den kiste, hvori israelitterne opbevarede stentavlerne med De Ti Bud, præsten Arons stav og noget af den manna, som nærede israelitterne i ørkenen.
Det var den kiste som Moses ifølge Biblen fik besked på at bygge af Gud.
I Anden Mosebog kapitel 25 giver Gud besked om, hvordan pagtens ark skal laves. Han forklarer, hvordan den skal se ud, hvilke mål den skal have og hvilke materialer, den skal laves af. Gud siger, at det er fra den han vil åbenbare sig for Moses og tale til det israelitiske folk.
Arken var af akacietræ beklædt med guld både på indersiden og ydersiden, og hele vejen rundt er en kant af guld. Arken er to en halv alen lang, halvanden alen bred og halvanden alen høj (ca. 111x67x67 cm). Låget, som bliver kaldt sonedækket, var af rent guld. Det var to en halv alen lang og halvanden alen bred. Til hver ende af sonedækket skulle der laves en kerub, som var i et med sonedækket. En kerub er en af de højst rangerede engle. Keruberne havde deres vinger bredt opad for at dække for sonedækket, og de står overfor hinanden og vender ind mod sonedækket. Det er fra sonedækket, at Gud åbenbarede sig. På hver fod af arken er der sat en ring af guld, der vender ud mod en af de lange sider. Gennem de ringe skal arken bæres på stænger af akacietræ og beklædt med guld. Bærestængerne måtte ikke tages ud af ringene.
Pagtens ark stod i Det Allerhelligste (Det inderste rum i israelitternes helligdom).
Pagtens ark blev erobret af nabofolket filistrerne. De anbragte den i deres gud Dagons tempel. Næste dag var flere gudestøtter væltet, og der udbrød pest hos filistrerne. Derefter blev arken givet tilbage til israelitterne. På vejen tilbage til Jerusalem blev den kørt på en vogn trukket af okser. Det var i modstrid med de befalinger, folket havde fået, idet arken kun måtte bæres ved bærestængerne. På et tidspunkt var vognen ved at vælte, så præsten Uzzra rakte hånden ud for at støtte arken. Gud blev vred, og Uzzra døde på stedet. Kong Salomo blev bange og lod den stå i Obad-Edom i tre måneder. Obad-Edom og hele hans hus blev velsignet, og kong Salamo fik mod til at tage den med til Jerusalem, hvor den blev stillet i Kong Salomos Tempel.
Den eneste bibelske omtale af arken efter Salomons tid forekommer i Anden Krønikebog 35:3, hvor kong Josija (641–609 f-Kr.) befalede, at den skulle bringes tilbage til templet. Hvorfor den var fjernet nævnes ikke.
Efter omfattene arkæologske undersøgelser og detaljerede eksegese konkluderede Thomas Römer i 2023 at "den oprindelige Ark indeholdt en statue af Yhwh” og at den blev "bragt til Jerusalemtemplet under Josija.” Han foreslog specifik at de "transporterede to betyler (hellige sten), eller to idol-statuer, der symboliserede Yhwh og hans kvindelige ledsager Ashera eller en statue der kun repræsenterede Yhwh.” Noegel argumenterede med at Arken var af egyptisk oprindelse, og at den var blevet skrevet ind i fortællingen om flugten fra Egypten efterfølgende.
Mange har søgt efter pagtens ark, men ingen har haft held med at finde den.